# Wiciokrzew Ledeboura

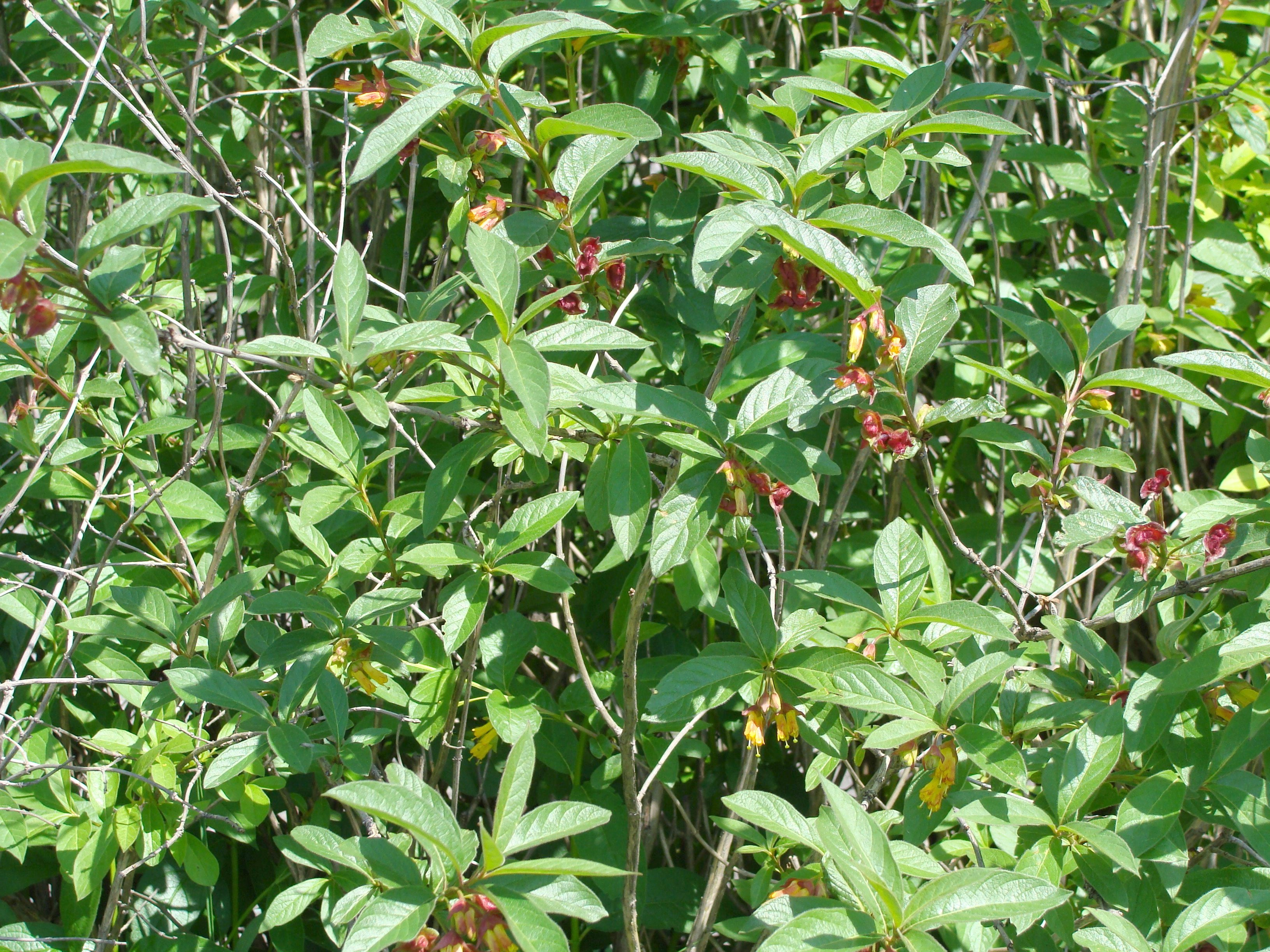
Ogólny pokrój rośliny

Wiciokrzew skrytowocowy odmiany Ledeboura, suchodrzew Ledeboura (Lonicera involucrata var. ledebourii) – odmiana wiciokrzewu skrytoowocowego (Lonicera involucrata) z rodziny przewiertniowatych (Caprifoliaceae). Pochodzi z USA (ze stanów Kalifornia i Oregon). W Polsce uprawiany w nasadzeniach żywopłotowych i samodzielnie.

## Morfologia
ŁodygaGęsto rozgałęziona, dołem zdrewniała górą zielna o długości do 2,5 metra. W miejscach pąków i liści zgrubiała a wewnątrz pełna, wypełniona białym rdzeniem. W części zielnej czterokanciasta i miejscami czerwono nabiegła.
LiścieW okółkach, po dwa naprzemianlegle ułożone, pojedyncze z gładkim lekko falistym brzegiem, o nerwacji pierzastej, spodem jaśniejsze, pokryte gęsto krótkimi, białymi włoskami, w dotyku sprawiają wrażenie mięsistych. Do późnej jesieni zachowują ciemnozielony kolor. Mogą osiągać długość 12 cm przy 1–2 cm ogonku. Z kątów liści wyrastają kwiaty a później owoce.
KwiatyNa dość długich szypułkach, zrośnięte po dwa w osłonie stale rosnących przylistków oraz podkwiatków. Działki kielicha i zalążnia niewidoczne i osłonięte podkwiatkami. Płatki korony żółte, zrośnięte do połowy, tworzą rurkę długości 1,5–2 cm. Do płatków od wewnątrz przyczepionych jest 5 pręcików. Dwuznamionowy słupek wyraźnie wystaje nad rurkę korony. Części kwiatu podobnie jak liście gęsto pokryte włoskami. W różnych miejscach, fragmenty rośliny mniej lub bardziej nabiegłe czerwono. Kwitnie od maja do lipca, często ponawia kwitnienie na jesieni, ale nie tak obficie jak w pierwszym okresie.
OwocBłyszczące i gładkie jagody, początkowo zielone, od lipca do września dojrzałe – fioletowoczarne. Przylistki wtedy odchylają się do tyłu odsłaniając jagody.

## Uprawa
Bez specjalnych wymagań, niepodcinana roślina potrzebuje dużo przestrzeni gdyż silnie się rozrasta. Strefy mrozoodporności 6-10. Rozmnaża się przez nasiona wysiewane wiosną lub jesienią, oraz przez sadzonki wykonywane latem lub jesienią. Bywa atakowany przez mszyce.